# 卷诚一郎
卷誠一郎（Seiichiro Maki，1980年8月7日—），已退役日本足球運動員，司職前鋒，前日本國家足球隊成員。

## 俱樂部生涯
卷诚一郎在1980年出生于日本熊本。他从小川中学到大津高中，再到驹泽大学，毕业后加盟了日职联赛中著名的千叶市原。他曾在2001年随同日本队参加了在北京举行的大学生运动会。
2010年7月23日晚，俄超球队彼尔姆安卡官方宣布日本前锋卷诚一郎加盟该队。合同为期两年，新俱乐部球衣号码为9号，转会费未知。
2011年3月22日，卷诚一郎正式签约深圳红钻，合同期为一年，他也成为首位在中超效力的日本外援。但他脚踝的伤病一直有反复，中途回日本治疗过一次。前10轮比赛，卷诚一郎为深圳队出战过4场，没有进球。不到半年就离开中国。回国后在日乙联赛东京绿茵踢球。

## 國家隊生涯
在日本国家队公布的2006年世界杯参赛名单中，卷诚一郎入选日本队最终23人的名单。

## 外部連結
- 日本職業足球聯賽中的卷诚一郎 （日語）
- ONE FOR ALL 〜巻誠一郎のブログ〜（页面存档备份，存于）
- YOUR ACTION KUMAMOTO（页面存档备份，存于）
- 卷诚一郎的Facebook專頁